# Davide Frattini
Davide Frattini (Varese, 6 augustus 1978) is een Italiaans wielrenner en veldrijder die anno 2015 uitkomt voor UnitedHealthcare. Hij is een jongere broer van voormalig wielrenner Francesco Frattini. 

## Belangrijkste overwinningen
2001
2e etappe Ronde van Navarra
3e etappe Baby Giro
Eindklassement Baby Giro

## Resultaten in voornaamste wedstrijden
| Jaar | Ronde van Italië | Ronde van Frankrijk | Ronde van Spanje |
| ---- | ---------------- | ------------------- | ---------------- |
| 2003 |                  |                     | opgave           |
| 2014 |                  |                     |                  |
| 2015 |                  |                     |                  |

| Jaar | Milaan-San Remo | Parijs-Roubaix | Waalse Pijl |
| ---- | --------------- | -------------- | ----------- |
| 2003 |                 |                |             |
| 2014 | opgave          | 140e           | 142e        |
| 2015 |                 | 60e            | 129e        |

## Ploegen
- 2002- Alessio
- 2003- Alessio
- 2004- Team Monex
- 2005- Colavita Olive Oil-Sutter Home Pro Cycling Team
- 2006- Colavita Olive Oil-Sutter Home Wines Cycling Team
- 2007- Colavita/Sutter Home presented by Cooking Light
- 2008- Colavita/Sutter Home presented by Cooking Light
- 2009- Colavita/Sutter Home presented by Cooking Light
- 2010- Team Type 1
- 2011- UnitedHealthcare Pro Cycling
- 2012- UnitedHealthcare Pro Cycling
- 2013- UnitedHealthcare Pro Cycling Team
- 2014- UnitedHealthcare Pro Cycling Team
- 2015- UnitedHealthcare Pro Cycling Team